# Petiveria alliacea
Petiveria alliacea är en kermesbärsväxtart som beskrevs av Carl von Linné. Petiveria alliacea ingår i släktet Petiveria och familjen kermesbärsväxter.

## Underarter
Arten delas in i följande underarter:
- P. a. tetrandra
- P. a. tetrandra
- P. a. tetrandra

## Bildgalleri

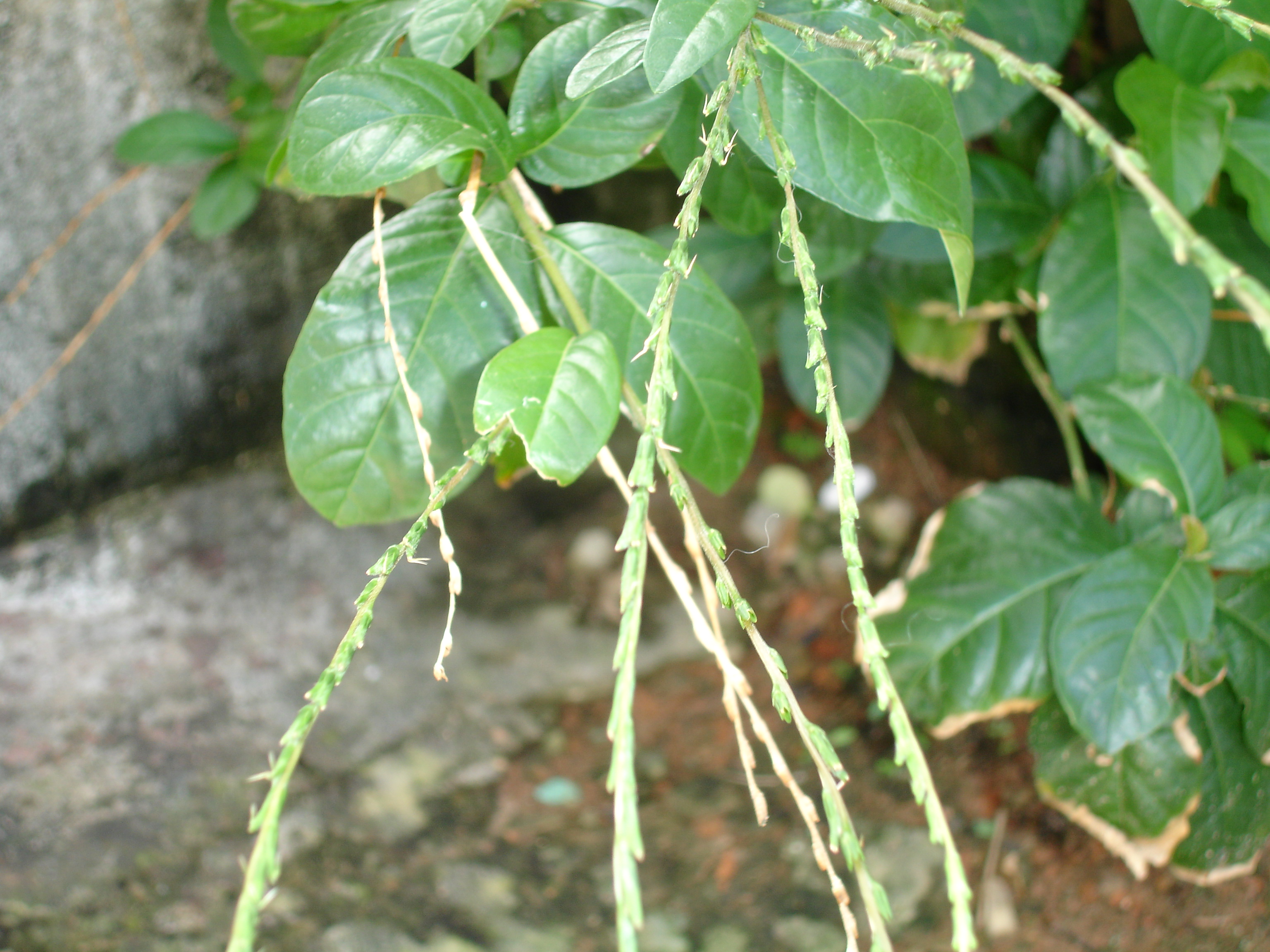